# 우츠미 켄지

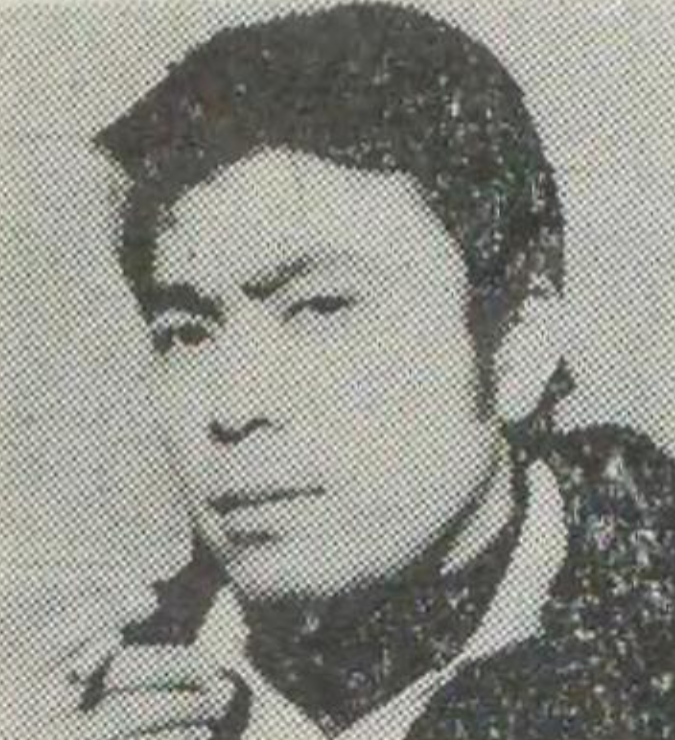
우츠미 켄지

우츠미 켄지(일본어: 内海 賢二, 1937년 8월 26일 ~ 2013년 6월 13일)는 일본의 성우 겸 배우이다. 후쿠오카현 출신. 켄 프로덕션 소속.